# Dub I Gilcach
Dub I Gilcach mac Óengusa lub Duibgilcach mac Óengusso – król Cashel i Munsteru z dynastii Eóganacht w latach ok. 523-527, syn Óengusa mac Nad Froích, króla Munsteru.
Według legendy miał przyjąć chrzest wraz z ojcem i braćmi z rąk św. Patryka. Chronologia królów Munsteru VI w. jest niepewna. Prawdopodobnie objął władzę nad Munsterem po śmierci swego brata Eochaida II mac Óengusa, zmarłego w 523 r. Zaś jego następcą został bratanek Crimthann Srem mac Echdach, syn Eochaida II.